# 大垣市中川地区センター
大垣市中川地区センター（おおがきしなかがわちくセンター）は、岐阜県大垣市中川町にある公共施設（地区センター）。

## 概要
- 住みよい地域社会の形成に寄与、社会教育の推進及び福祉の増進を目的とする施設である[2]。大垣市北部の中川地区の地区センターである。
- 建物は元大垣市北部公民館（1982年（昭和57年）3月完成）[3]である。2010年（平成22年）9月に大垣市北部公民館は廃止となる[3]。この建物を改修し、2011年（平成23年）3月に開館[4]。
- 大垣市北部公民館であった2007年（平成19年）1月から大垣市役所北部サービスセンターを併設[5][6]。大垣市中川地区センターとなってからも併設されている。

## 施設
1階
- ふれあい広場
- 多目的ホール
- 会議室1
- 調理室

2階
- 会議室2
- 和室

## 利用案内
- 開館時間：9:00 - 21:00　[4]
- 休館日：火曜日、年末年始（12月29日から1月3日）[4]

## 交通アクセス
- 名阪近鉄バス「中川」バス停下車、徒歩約2分。
  - 大垣駅（大垣駅前バスのりば）より大垣大野線「大野バスセンター」行き、女子短大線「大垣女子短期大学」行き、岐阜協立大スクール線「岐阜協立大学」行き。

## 周辺施設
- 岐阜県立大垣北高等学校
- 大垣市立中川小学校
- 大垣共立銀行中川支店